# Radolista
Radolista (macedónul: Радолишта, albánul Ladorishti) település Észak-Macedóniában, a Délnyugati körzetben, Sztruga községben.

## Népesség
| Lakosok száma | 1214 | 1380 | 1617 | 2097 | 2814 | 13   | 2892 | 3119 | 2067 |
|               | 1948 | 1953 | 1961 | 1971 | 1981 | 1991 | 1994 | 2002 | 2021 |

2002-ben 3119 lakosa volt, akik közül 3085 albán és 34 más nemzetiségű.